# 305. zračnoprevozna brigada (Severni Vietnam)
305. zračnoprevozna brigada je bila padalska enota Ljudske armade Vietnama.

## Zgodovina
Brigada je bila ustanovljena leta 1962 z močjo 1.400 mož. Njena primarna naloga je bila služiti kot reakcijska sila v primeru južnovietnamske invazije na Severni Vietnam. Ker se je izkazalo, da ne potrebujejo padalskih enot, so brigado marca 1967 razpustili in njene pripadnike dodelili novoustanovljenemu 305. saperskemu poveljstvu.
Brigada je bila ponovno ustanovljena leta 1978.